# Die Jäger der goldenen Göttin
Die Jäger der goldenen Göttin (Originaltitel:  La leggenda del rubino malese) ist ein italienischer Abenteuerfilm von 1985. Regie führte Antonio Margheriti unter seinem Stammpseudonym „Anthony M. Dawson“.

## Handlung
Malaysia 1938: Duke, von den Eingeborenen „Captain Yankee“ genannt, ein ehemaliger Söldner, organisiert zusammen mit seinem besten Freund, dem Trinker „Gin Fizz“ Expeditionen für gelangweilte Snobs. Mit den Eingeborenen hat er einen Deal um die Abenteuer spannender zu gestalten. Eines Tages bekommt er von einem alten Freund Warren den Auftrag, Maria Janez, einer Archäologin, zu helfen, einen roten Rubin zu bergen, der sich unter einem Vulkan befindet. Zunächst lehnt er ab, aber Warren erpresst ihn.
Zusammen mit Maria Janez begibt er sich zum Vulkan, wo die beiden durch Zufall die Höhle finden. Was sie nicht wissen: Tiger, Leiter eines Drogenkartells, ist ebenfalls hinter dem Stein her, der ihn zum Mogul von Malaysia machen soll. Er nimmt die beiden gefangen, gerade als sie den Stein gefunden haben. Duke kann jedoch Tiger überlisten und sich und Maria befreien. Dabei bringt er jedoch den Vulkan nahezu zur Explosion. In der allgemeinen Verwirrung fliehen Duke und Maria. Tiger hält sie jedoch für tot. Mit Gin Fizz dringen sie in die Basis von Tiger ein, befreien die gefangenen Dorfbewohner und sprengen das Lager mit der Hilfe eines Bulldozers und eines Flammenwerfers in die Luft.
Tiger holt danach zu seinem nächsten Schlag aus. Er entledigt sich des Waffenhändlers, mit dem er früher zusammenarbeitete und bewaffnet seine verbliebenen Männer. Was er jedoch nicht weiß: Warren hat in der Zwischenzeit die Basis des Waffenhändlers mit Sprengladungen präpariert. Als die Explosionen beginnen ist jedoch auch Duke auf dem Gelände. Er kann Tiger im Zweikampf besiegen und nimmt den Rubin an sich. Danach flieht er mit Maria und Gin Fizz.

## Hintergrund
Internationaler, englischer Titel des Films ist Jungle Raiders.
Der italienische Regisseur Antonio Margheriti benutzte das Pseudonym Anthony M. Dawson recht häufig in seinen an US-amerikanische Erfolge angelehnten Produktionen. Die Jäger der goldenen Göttin ist ein offensichtliches Rip-off der Indiana-Jones-Reihe. Die Produktion wurde von der auf B-Filme spezialisierten Produktionsgesellschaft Cannon Films übernommen.

## Filmfehler
- Einen Staat Malaysia gab es 1938 noch nicht. Die Unabhängigkeit vom britischen Empire erfolgte erst 1963.
- Der deutsche Verleihtitel ist fehlerhaft. Eine Göttin wird nicht benannt, stattdessen geht es um einen Rubin eines malaysischen Herrschers.[2]

## Kritik
Das Lexikon des internationalen Films urteilt: „Herkömmlicher Abenteuerfilm; einfallslos inszeniert und mit viel Feuer und Explosionen garniert.“